# Margot Campbell
Pour les articles homonymes, voir Campbell.
Margot Campbell est une actrice québécoise, née le 10 août 1935, qui a surtout fait carrière à la télévision. Ses deux filles, Valérie Valois et Joëlle Morin sont également des actrices québécoises.

## Filmographie
- 1953 : La Famille Plouffe (série télévisée) : Martine Plouffe
- 1954 : Les Quat' fers en l'air (série télévisée) : Alice Lajoie
- 1954 : Le Survenant (série télévisée) : Des Neiges
- 1957 : The Suspects
- 1958 : Quatuor : La Mercière assassinée, Morts sans visage
- 1958 : CF-RCK (série télévisée)
- 1959 : Jeunes Visages (série télévisée) : Mireille Spénart
- 1962 : Absolvo te (série télévisée) : Gaby Phaneuf
- 1965 : Septième nord (série télévisée) : Une infirmière
- 1968 : Le Paradis terrestre (série télévisée) : Margot
- 1969 : Quelle famille! (série télévisée) : infirmière
- 1977 : Jamais deux sans toi (série télévisée) : Nicole Dubuc
- 1990 : Cormoran (série télévisée) : Mariette Savard
- 1990 : Jamais deux sans toi (série télévisée) : Nicole Dubuc
- 1993 : The Long Enchantment : voix française
- 1994 : C'était le 12 du 12 et Chili avait les blues : Madame Eaton #2
- 1995 : Parents malgré tout (feuilleton TV) : Mariette
- 1997 : Les Orphelins de Duplessis (mini-série) : Sœur Madeleine
- 1997 : Sous le signe du lion (série télévisée) : Céline
- 1998 : Réseaux (série télévisée) : Ruth Mongeau
- 1998 : La Part des anges (série télévisée) : Gisèle Prud'homme
- 2001 : Tribu.com (série télévisée) : Lucette
- 2002 : Au fil de l'eau : Lara
- 2005 : Vice caché (série télévisée) : mère de Michel Champagne
- 2018 : Yolanda de Jeannine Gagné